# Medicina personalizzata
La medicina personalizzata è un modello medico che propone la personalizzazione della salute, con decisioni mediche, pratiche, e/o prodotti su misura per il paziente. In questo modello i test diagnostici sono essenziali per la selezione appropriata delle terapie. I termini usati per descrivere questi test includono: "diagnostica accompagnata", "teranostica" (unione delle parole "terapeutica e diagnostica") e "terapigenetica". L'uso di informazioni genetiche ha svolto un ruolo importante in certi aspetti della medicina personalizzata, e il termine è stato coniato anche nel contesto della genetica.